# Andricus solitarius
Andricus solitarius är en stekelart som först beskrevs av Boyer de Fonscolombe 1832.  Andricus solitarius ingår i släktet Andricus, och familjen gallsteklar. Arten är reproducerande i Sverige. Inga underarter finns listade i Catalogue of Life.